# Глубина переработки нефти
Глубина переработки нефти — величина, показывающая отношение объёма продуктов переработки нефти к общему объёму затраченной при переработке нефти. Она рассчитывается по следующей формуле:
Глубина переработки = (Объём переработки — Объём производства мазута — Объём потерь и топлива на собственные нужды) / Объём переработки * 100 %
В России показатель глубины переработки нефти часто используется как показатель эффективности нефтепереработки. Однако этот показатель лишь косвенно говорит об эффективности и технологичности процесса. Глубина переработки зависит не только от технологического уровня производства и набора процессов, но и от производственной программы, определяющей выпуск мазута, и от состава самой нефти, т.е., от потенциального содержания в ней светлых фракций, выкипающих до 350 °С. Например, переработка газового конденсата позволяет получить до 90% светлых только в результате первичной перегонки. Увеличение глубины переработки нефти осуществляется с помощью гидрокрекинга и замедленного коксования.

###### Достигнутые показатели глубины переработки нефти по странам
В 1990-х показатель глубины переработки нефти в среднем по СССР составлял - 64%.
В 2000 году глубина переработки в России составила примерно - 68%.
В 2006 году глубина переработки в России составила 71.4 %, в США — 92 %, в ЕС - 80%.
В 2015 году глубина переработки в России составила 74 %, в США — 96 %, в ЕС - 85%.
В 2017 году глубина переработки в России составила 81,5 %,
Прогноз развития энергетики мира и России, подготовленный ИНЭИ РАН и Аналитическим центром при Правительстве РФ, предполагает, что глубина переработки возрастет до 85 % к 2040 году.
По итогам 10 месяцев 2017 года глубина переработки нефти в среднем по России достигла 81,5 %.
Самые лучшие НПЗ России достигшие глубины переработки нефти 98-99%:
- Лукойл-ПНОС - 99%
- Антипинский нефтеперерабатывающий завод - 99%
- ТАНЕКО - 98,2 %,[3]